# Кошулуш
Кошулуш (кирг. Кошулуш) — село в Алайском районе Ошской области Кыргызстана. Административный центр Бюлелинского айылного аймака.

## География
Село расположено в южной части области, в высокогорной зоне, на правом берегу реки Кичи-Бюлелю (бассейн реки Куршаб), на расстоянии приблизительно 18 километров (по прямой) к юго-востоку от села Гульча, административного центра района. Абсолютная высота — 2039 метров над уровнем моря.

## Население
Согласно оценочным данным Национального статистического комитета Кыргызской Республики, численность населения села на начало 2023 года составляла 194 человека.
| год     | 2009 | 2014 | 2015 | 2020 | 2021 | 2023 |
| ------- | ---- | ---- | ---- | ---- | ---- | ---- |
| человек | 112  | 171  | 159  | 142  | 175  | 194  |